# RhB R 11+12
Die Fahrzeuge R 11 und R 12 sind dampfgetriebene Schneeschleudern. Hierbei handelt es sich um gleisgängige, nicht selbstfahrende Maschinen, die der Schneeräumung von Eisenbahnstrecken dienen. Sie werden zur Räumung großer Schneemassen, die durch starke Schneefälle, Schneeverwehungen oder Lawinenabgänge in das Lichtraumprofil geraten sind, verwendet.

## Geschichte
Die der Rhätischen Bahn benachbarte Berninabahn (BB) führte ab 1910 schrittweise den Winterbetrieb ein, was ursprünglich nicht vorgesehen war.
Die Berninabahn bestellte daher erst einige Zeit nach der Eröffnung zur Freihaltung der Strecke von Schnee, insbesondere aus Verwehungen, bei der Schweizerischen Lokomotiv- und Maschinenfabrik (SLM) nacheinander zwei dampfbetriebene Schneeschleudern, die in den Jahren 1910 (R 1051) und 1912 (R 1052) ausgeliefert wurden. Da sich diese bewährten, beschaffte auch die Rhätische Bahn 1913 zwei solcher Schleudern, die im Gegensatz zu den für die BB gebauten Fahrzeugen nicht selbstfahrend waren. Sie erhielten lediglich einen auf die zweite Achse des ersten Drehgestells wirkenden Hilfsantrieb, um das Umstellen und Wenden zu erleichtern. Im Betrieb wurden die Schneeschleudern von gewöhnlichen Dampflokomotiven über das Netz geschoben. Gleichermaßen konzipierte Schneeschleudern gab es zuvor bereits am Gotthard und auch in den USA hatte man schon gute Erfahrungen mit solchen geschobenen Schneeschleudern gemacht. Die erste nach dem Patent Leslie erbaute Schneeschleuder entstand 1883 und geht wohl auf eine Idee des kanadischen Zahnarztes J.W. Elliot aus dem Jahr 1869 zurück. Bei der Rhätischen Bahn war die Schneeräumung bis zur Beschaffung der Schneeschleudern mit Pflügen und, im Falle von Verwehungen und bei Lawinenabgängen, von Hand durchgeführt worden. Waren nicht genügend Helfer zur Hand, dauerte die Schneeräumung entsprechend lange, so dass die Schleudern die Zuverlässigkeit der Bahn im Winter steigern halfen.
Im Zuge der Einführung des neuen Nummernkonzepts der RhB erhielten die beiden Schleudern 1950 die Bezeichnung Xrot d 9211 und 9212. Die Bezeichnung Xrot d setzt sich zusammen aus : X = Dienstfahrzeug, rot = rotierend, d = dampfgetrieben. Die beiden Fahrzeuge befanden sich bis 1959, als die erste moderne Schneeschleuder abgeliefert wurde, im regelmässigen Einsatz; danach blieben sie eiserne Reserve. Die Xrot d 9211 wurde um 1966 in Samedan abgebrochen. Ihre Schwestermaschine, die Xrot d 9212, gelangte, nachdem sie 1968 ausrangiert worden war, 1971 zur Museumsbahn Blonay-Chamby (BC), wo sie 1984 äußerlich aufgearbeitet wurde, indem sie ein neues Blechdach sowie einen neuen Anstrich erhielt. 
Im Jahr 1996 tauschte die Museumsbahn Blonay-Chamby die Schleuder mit der Dampfbahn Furka-Bergstrecke (DFB), die seit 1990 die Xrot d 9214, ehemals R 1052 der Berninabahn im Eigentum hatte. Ein Hauptgrund hierfür war, dass die Schleuder der Berninabahn wegen ihres Profils nicht auf der Zahnstangenstrecke der Furka-Bergstrecke verkehren konnte. Seit 2002 wird die Xrot d 9212, nun wieder als R 12 bezeichnet, von der Dampfbahn Furka-Bergstrecke in Goldau revidiert (Stand 2010, siehe hierzu auch Link in der Linkliste). Die Dampfbahn Furka-Bergstrecke hat vor, die Schneeschleuder auf der Strecke über den Furkapass wieder zur Schneeräumung einzusetzen. Wie das Bild oben auf dieser Seite zeigt, gab es bereits früher probeweise Einsätze der Schleuder auf dieser Strecke. Seit Dezember 2020 ist die R 12 wieder betriebsbereit.

## Aufbau
Die Fahrzeuge verfügen über je zwei zweiachsige Drehgestelle. Das vordere, das dem Schleuderrad am nächsten sitzt, verfügt an der zweiten, vom Schleuderrad abgewandten Achse über einen Hilfsantrieb für Manöverfahrten. Um den Überhang des Schleuderrads in Kurven zu minimieren, sitzt das vordere Drehgestell unmittelbar hinter dem Schleuderrad. Im hölzernen Kastenaufbau befindet sich der Antrieb für das Schleuderrad, das von zwei Zylindern angetrieben wird.
Ein Getriebe setzt die Drehzahl der Dampfmaschine im Verhältnis 1:1,8 von 270 Umdrehungen pro Minute auf maximal 150 Umdrehungen pro Minute am Schleuderrad herab. Der Durchmesser des Schleuderrads beträgt zweieinhalb Meter.
Somit können Schneemassen bis zu 2,65 m Höhe auf einer Breite von bis zu 3,8 m beseitigt werden. Direkt hinter dem Schleuderrad, vor der Rauchkammertür des Kessels, befindet sich der Arbeitsplatz des Schleuderführers, der Füllung und Drehrichtung der Dampfmaschine regelt. Zwei runde Fenster in der Stirnwand oberhalb des Schleuderrads ermöglichen den Blick auf die vorausliegende Strecke. Schleuderführer und Heizer können sich über ein Sprachrohr verständigen. Der Arbeitsplatz des Heizers befindet sich am hinteren Kesselende, wo er den Brennstoff vom Tender in die Feuerbüchse befördert.
Der Hilfsantrieb lässt sich über einen Dampfzylinder, der gegen eine Feder arbeitet, in ein auf die zweite Achse aufgekeiltes Zahnrad einkuppeln, so dass er im geschobenen Betrieb nicht mitbewegt werden muss und lässt sich nur bei abgeschlossenem Regler des Schleuderantriebs in Gang setzen. Gekuppelt sind bzw. waren die Schneeschleudern mit einem zweiachsigen Tender. Diese wurden, anders als diejenigen der Dampfloks, mit verschließbaren Öffnungen versehen und waren im Betrieb gegen die Umgebung abgeschlossen, so dass kein Schnee in die Brennstoffvorräte gelangen konnte.

## Bilder

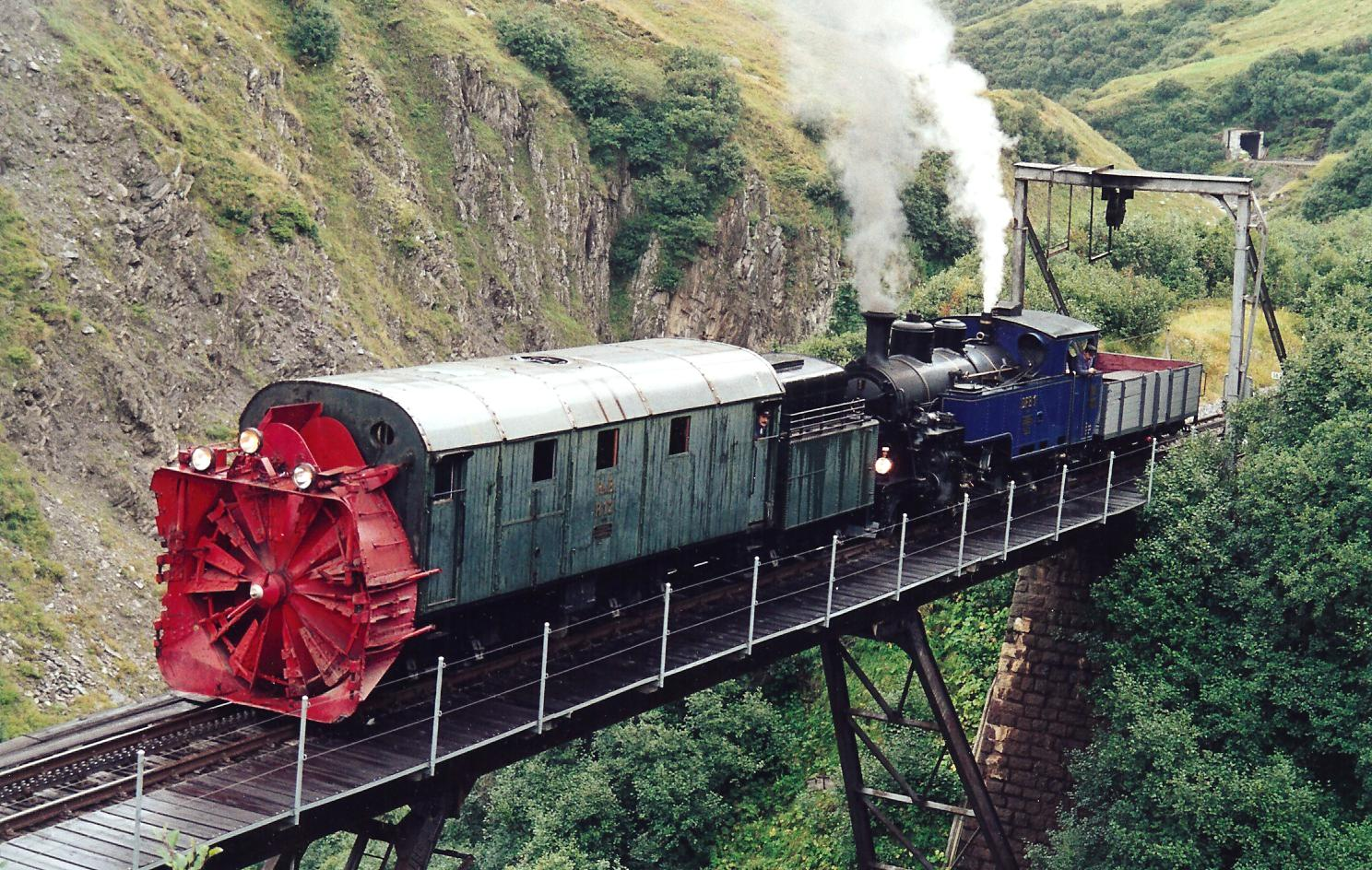
Schneeschleuder R 12 der DFB bei der Überführung von Gletsch nach Realp im September 2002; sie wird gezogen von Lok 1.
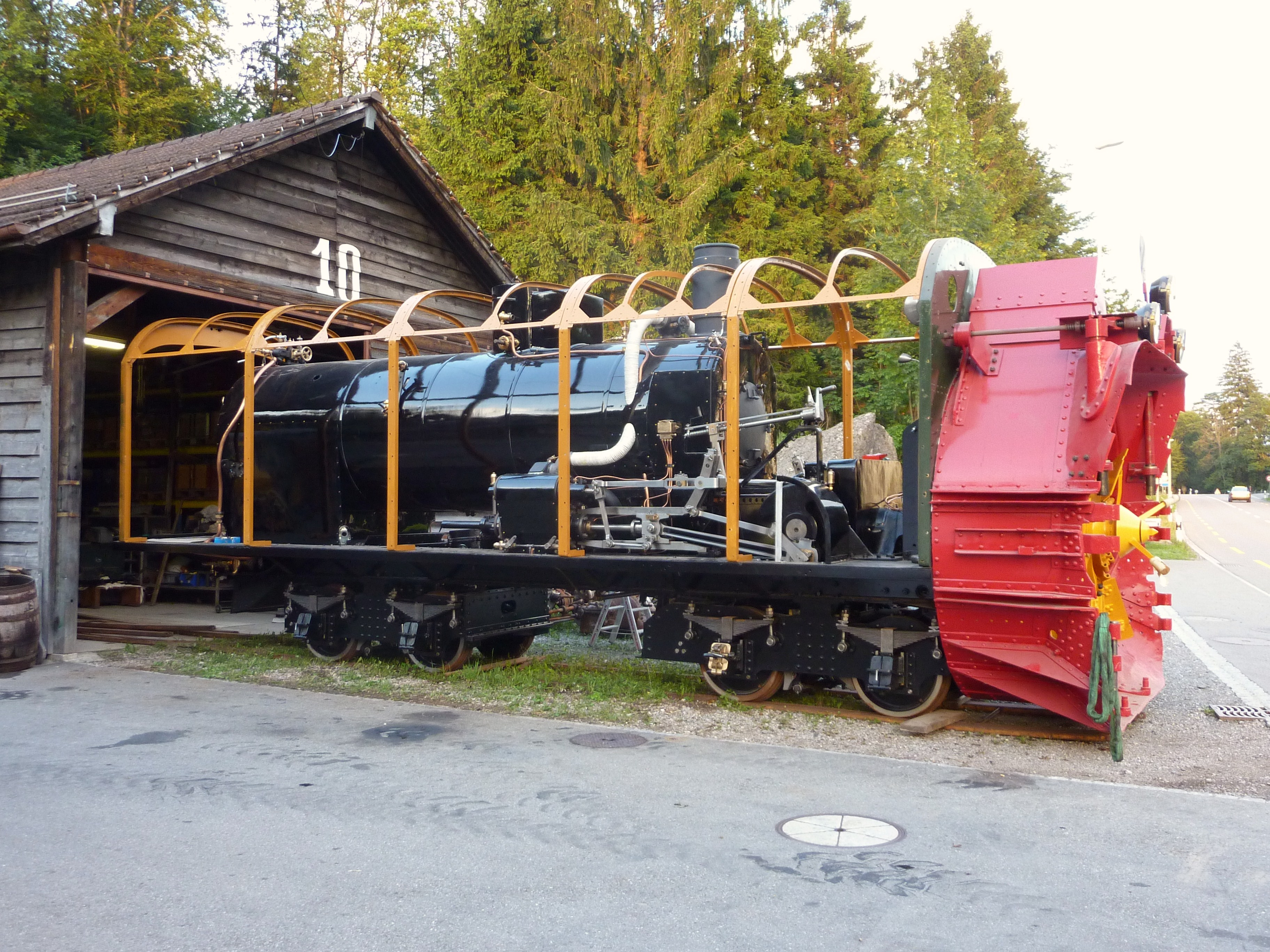
Die Schneeschleuder in Aufarbeitung in Goldau; im nicht verkleideten Kasten erkennt man den Kessel und die Zylinder der Schleudermaschine.
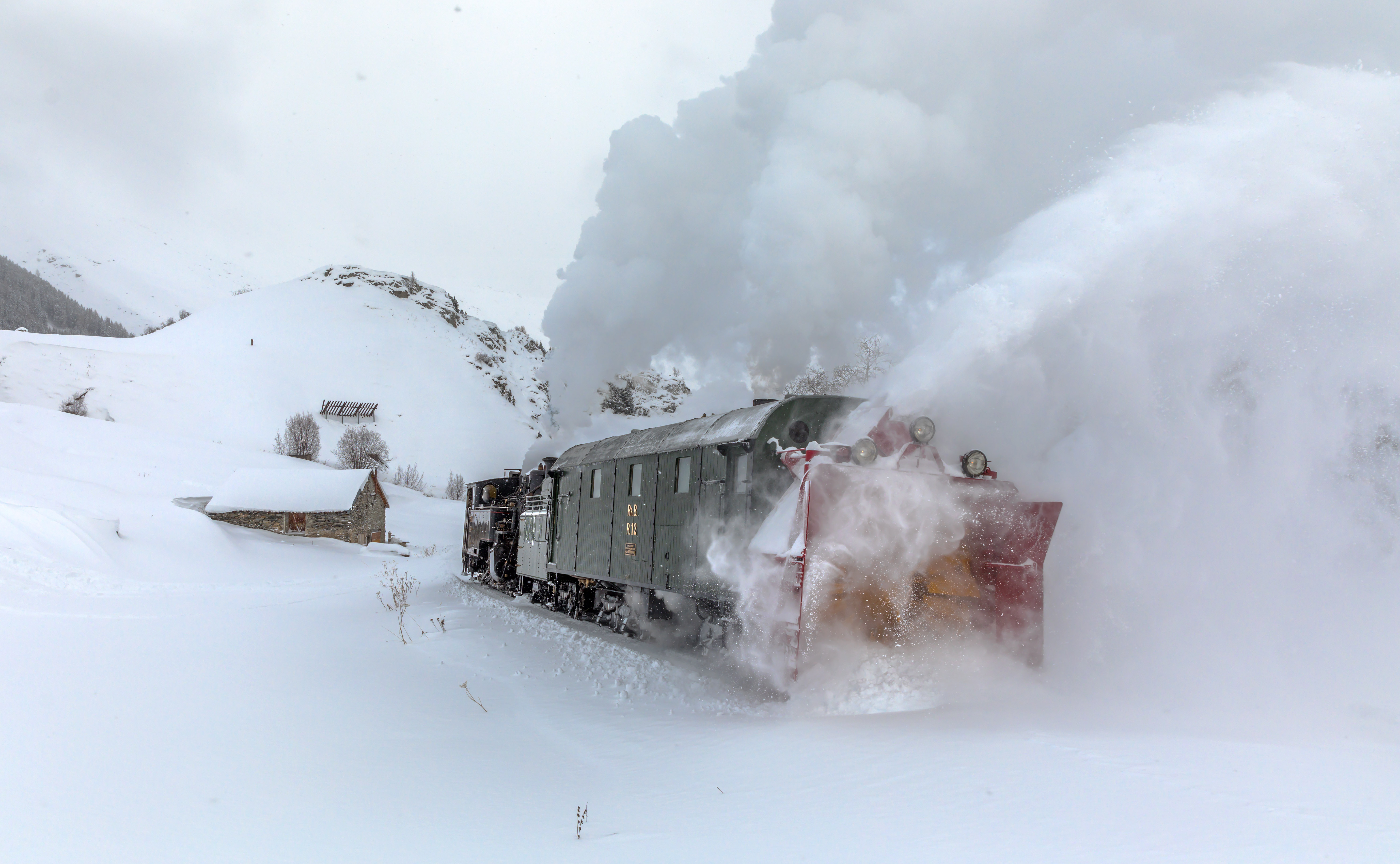
Die aufgearbeitete R 12 im Einsatz auf der DFB-Strecke anlässlich einer Fotofahrt im Dezember 2021